# Cagiva Mito 125
Cagiva Mito 125 - Rodzina włoskich motocykli klasy 125 cm3 produkowanych od 1990 roku. Przez lata produkcji motocykle przeszły wiele zmian i modernizacji, zarówno technicznych jak i stylistycznych.

## Historia
Cagiva Mito 125 została zaprojektowana jako następca modelu Cagiva Freccia - repliki motocykla marki Ducati. Tworzeniu nowego projektu przewodniczył Massimo Tamburini, włoski konstruktor motocykli zaangażowany między innymi w powstawanie Ducati Paso oraz Ducati 916.

## Modele

### MK I/II i SP
Mito zostało wprowadzone w 1989 jako Mk I. Jego następca Mk II wniósł nieznaczne zmiany. Wersja SP wprowadziła felgi Marchesini i wzmocnione zawieszenie.

### Evolution I/II
W 1994r. motocykl przeszedł facelifting pod okiem Massimo Tamburiniego. Nowy wygląd upodabniał motocykl do Ducati 916. Podobieństwo jest szczególnie widoczne w wyglądzie owiewek. 
Evo I rozpoznać można po 3-szprychowych felgach oraz szarym malowaniu dolnego panelu. Posiada 7-biegową skrzynię biegów.
Cechami rozpoznawalnymi Evo II są 6-szprychowe felgi i jednolity kolor dolnego panelu.
W 2009r. Cagiva zaprzestała produkcji modelów Evolution.

### SP525
W 2005r. podczas pokazów motocyklowych EICMA Cagiva zaprezentowała sportową wersję Mito znaną jako SP525. Silnik oraz inne podzespoły została dostrojone, dzięki czemu motocykl mimo tej samej pojemności 125 cm3 osiągnął większą moc. Owiewki zostały zmodyfikowane na podobieństwo modelu Cagiva GP500, dodano 8-szprychowe felgi z odlewanego aluminium, usunięto prędkościomierz, światła i lusterka w celu zmniejszenia wagi. Motocykl nie posiada homologacji drogowej.
W 2008r. Cagiva zaprezentowała drogową wersję SP525 o mocy 15KM spełniająca wymogi kategorii A1.